# 稲葉正則
稲葉 正則（いなば まさのり）は、江戸時代前期から中期の譜代大名、老中、大政参与。相模小田原藩第2代藩主。初代藩主稲葉正勝の次男で、母は山田重利の娘。正成系稲葉家宗家3代。

## 生涯
元和9年（1623年）、江戸幕府老中・稲葉正勝の次男として誕生。
母の早世により祖母・春日局に養育されたが、寛永11年（1634年）に父が死去したため家督を相続、相模小田原藩2代藩主となる。幼少のため減封の可能性もあったが、3代将軍徳川家光の配慮で所領安堵・継承が許され、大伯父（春日局の兄）・斎藤利宗の補佐を受けた。寛永15年（1638年）に元服、以後は父方の従兄・堀田正盛が後見人を務めた。前後して家光の命令による正則と譜代・外様大名の縁組も行われ、寛永12年（1635年）に長門長府藩主毛利秀元の娘と結婚、同年に春日局と正盛の息子堀田正俊との養子縁組も結ばれ稲葉氏と堀田氏の結びつきを強めた。寛永20年（1643年）に春日局が亡くなった後も家光は両家および酒井氏を結ぶ命令を出し、正則の娘と正俊との縁組および正則の妹と酒井忠能の縁組を取り決め稲葉氏と堀田氏は重縁の間柄となった。
父の出世で成長した稲葉氏の家臣団形成・統制に取り組み家臣の増員および職制の整備を行い、正則が老中の就任で定府してからは江戸屋敷で政策立案・小田原藩の家老が藩政を代行する制度が整えられた。かたや藩は寛永10年（1633年）の小田原地震の復興で小田原城の城下町整備や城郭補修工事で費用が増大、捻出のため寛永17年（1640年）から翌18年（1641年）にかけて領内総検地を実施、正保4年（1647年）に人口調査のため人別改を行い、万治元年（1658年）から同3年（1660年）にかけて定免法に切り替えて再び総検地を実施、藩政の基礎を築いた。また寛文6年（1666年）から11年（1671年）にかけて深良村の名主大庭源之丞による深良用水の開削が行われ、8000石の新田が開発された。しかし万治3年は関東・東海地方などを襲った暴風雨や洪水の被害が小田原藩にも及んだせいで、総検地の重税に耐えかねた足柄上郡・足柄下郡の農民が同年に徴収された麦租の撤回・年貢減免を求めて強訴、首謀者として関本村の名主下田隼人は藩に処刑されたが麦租は撤回、年貢一部減免を認められた。寛文3年（1663年）に倹約令を発布しており、正則の時代で小田原藩政は整備・確立された一方でこのような藩の窮乏からなる年貢増徴も目立っていた。
家中総出で日光社参供奉・江戸城各門の警衛・箱根関などの番・手伝普請・真鶴の石材や箱根の温泉提供（石材御用・御湯樽御用）など譜代大名に課せられる様々な軍役を負担したこと、春日局の孫ということもあり幕閣として重用され、明暦3年（1657年）9月28日に奏者番・京都所司代など顕職を経ずに老中となり、将軍の名代や代参を経て、翌万治元年7月12日から評定所へ出座、閏12月29日に月番と老中奉書加判の上意を受けて幕閣への参加を認められた。寛文3年に1万石加増され、4代将軍徳川家綱の文治政治を担うことになる。
寛文4年（1664年）から翌5年（1665年）の幕府から全国への領知判物・領知朱印状・領知目録の交付（寛文印知）では公家領を担当、寛文6年（1666年）に老中首座に昇格、同年に他の老中と共に諸国山川掟を発令した。同年に酒井忠清が大老に就任、以後は酒井忠清・久世広之・土屋数直・板倉重矩らと共に政治を取り仕切り、全国の公共事業・流通政策を鉄牛や河村瑞賢を通して展開した。狭山藩主北条氏治の相続問題にも介入している。
延宝8年（1680年）に1万5000石を加増、合わせて大政参与に任命された。同年5月8日に家綱が亡くなり、その弟綱吉が5代将軍に就任して酒井忠清が12月9日に大老を解任されると、翌天和元年（1681年）3月から越後騒動の再審を開始、7月8日に紅葉山の家綱の仏殿建立の奉行を務め、12月8日に大政参与を退いた。正則の大政参与在任は代替わりの舵取りを任されたとされるが、この間、嫡男の正往が寺社奉行、京都所司代を歴任したため、正往の次期政権入りを見届けた上で辞職したと推測される。天和3年（1683年）閏5月27日に隠居、家督を正往に譲った。
元禄9年（1696年）、江戸で死去した。享年74。遺体は紹太寺に葬られた。遺領は正往が小田原藩10万2000石を相続、残りは他の息子たちに旗本領として分知された。

## 人物
正室の父毛利秀元から茶の湯を学び、狩野探幽・小堀政一と親交を持ち、学問・宗教を通して林鵞峰、吉川惟足、鉄牛道機らと交流を深め、万治元年に隠元隆琦と対面してから黄檗宗へ傾倒、隠元の弟子の鉄牛道機を小田原へ招いて紹太寺と江戸弘福寺の創建を行った。また、長崎と江戸を取り持つ役目も負い、オランダ商館館長や随行員との物品の交流、藩の医者をオランダ人医師に学ばせているなど西洋文化導入にも取り組んでいた。
当時の社会事業となっていた新田開発については、鉄牛の仲介を経て椿海干拓など町人請け負いの新田開発を実行、河村瑞賢については寛文9年（1669年）以前から交流があり、家中の借金の仲介から瑞賢と接触、瑞賢が幕府に登用される元を作った。親戚で婿でもあった堀田正俊や伊達綱村への後見・経済援助も行い、酒井氏や保科正之（正往の正室石姫の父）とも親密になり、秀元亡き後の毛利氏の後見人も務め、秀元の孫毛利綱元が成人する寛文4年まで後見を務め、自分の息子たちを毛利氏を媒介とした養子縁組や婚姻関係で土井氏・永井氏と結びつけ、譜代閨閥を形成していった。
狩野探幽を含む狩野派（江戸狩野）の絵師たちとも深い交流があり、『永代日記』には探幽の2人の弟尚信・安信、探幽の養子益信、探幽の実子で次男探雪、尚信の子常信らが記されている。中でも探幽は祖母春日局・父正勝の肖像画を描き、正則とも互いの屋敷を訪問したり茶会へ招くなど親密な関係を築いた。正則の方も探幽に寛文2年（1662年）に探幽の次男（後の探雪）に主殿と名付けたり、探幽の法印叙位を後押しする、寛文9年（1669年）に探幽が弟子50人を連れて箱根塔之澤へ湯治に訪れた際は逗留中に必要な米・塩・味噌・薪を小田原から送り届ける、寛文10年（1670年）に中風に苦しむ探幽へオランダ人医師モイジセス・マルコンの診察を受けさせるなど探幽への支援を惜しまなかった。探幽も寛文11年に正則から発注された『和漢山水人物花鳥図絵巻』を描き正則へ贈っている。他に交流がある絵師に海北友雪がいるが、こちらは友雪の父海北友松と正則の曾祖父斎藤利三の親交が縁になっている。
明暦3年に発生した明暦の大火では、江戸城天守閣を含む江戸の大半が焼失、3万人から10万人と推計される犠牲者を出し江戸の歴史上最大の被害となった。そのため翌年の万治元年、幕府直轄の新たな消防組織として定火消が制度化された。翌万治2年1月4日（1659年2月25日）、正則に率いられた定火消4組が上野東照宮に集結し気勢をあげた。この行動は「出初」と呼ばれ、明暦の大火後の復興作業に苦しんでいた江戸の住人に対し大きな希望と信頼を与えた。後に制度化され、日本の消防が1月初旬に行う仕事始めの行事である出初式または消防出初式とも呼ばれるものにつながっている。
天和3年の隠居後、祐筆が書いた日記の編纂を家臣に命じて『永代日記』が作成、後に紛失、書き抜きを経て32冊が京都府京都市伏見区の稲葉神社に現存している。正則の行動・職務・交際記録や小田原藩の政治や領民の動向、江戸での出来事も記されており、当時の社会を知る史料となっている。
春日局が3代将軍徳川家光から賜った聴秋閣は正則の江戸屋敷に移築された。聴秋閣は明治時代に原富太郎が手に入れ、現在の三渓園内に建てられている。

## 系譜
父母
- 稲葉正勝（父）
- 山田重利の娘（母）

正室、継室
- 毛利秀元の娘（正室）
- 堤貞長の娘（継室）

子女
- 稲葉正往（長男） 生母は正室
- 稲葉正倚（次男）
- 稲葉正員（三男）
- 稲葉正辰（四男）
- 稲葉正直（五男）
- 土井利意（七男） 生母は正室
- 稲葉通周（八男）
- 稲葉正如（十男）
- 稲葉正佐（十一男）
- 堀田正俊正室
- 万寿寺殿（仙姫） - 伊達綱村正室
- 松浦篤信正室
- 土井利知正室

## 稲葉正則が登場する作品
- 映画
  - 江戸城大乱（1991年） 加藤武
- テレビドラマ
  - 大奥〜誕生［有功・家光篇］（2012年、TBS） 西山潤、山本舞香